# Slovenská Nová Ves
Slovenská Nová Ves este o comună slovacă, aflată în districtul Trnava din regiunea Trnava. Localitatea se află la altitudinea de 136 m deasupra n.m., se întinde pe o suprafață de 8,31 km2 și în 2017 număra 521 de locuitori.

## Istoric
Localitatea Slovenská Nová Ves este atestată documentar din 1245.

## Demografie
| An:                | 1994 | 2004   | 2014    | 2024    |
| ------------------ | ---- | ------ | ------- | ------- |
| Număr de persoane: | 453  | 427    | 484     | 555     |
| Diferență:         |      | −5,73% | +13,34% | +14,66% |

| An:                | 2023 | 2024   |
| ------------------ | ---- | ------ |
| Număr de persoane: | 538  | 555    |
| Diferență:         |      | +3,15% |